# Asta Nielsenová
Asta Sofie Amalie Nielsenová (11. září 1881 Kodaň – 25. května 1972 tamtéž) byla dánská herečka němého filmu. Byla erotickým symbolem a nejlépe placenou hvězdou své doby, natočila přes sedmdesát filmů.

## Herecká kariéra
Narodila se v chudé rodině na kodaňském předměstí Vesterbro, vystudovala herectví a od roku 1902 hrála v divadle Dagmarteatret. Pro film ji objevil v roce 1910 režisér Urban Gad, který byl také jejím prvním manželem. Díky rolím v Gadových temných psychologických dramatech se Nielsenová stala světoznámou hvězdou, prototypem provokativní ženy-vampa, jejíž umění bylo srovnáváno s Eleonorou Duseovou, Guillaume Apollinaire o ní řekl: „Je vším. Vizí pijáka i snem osamělce.“ Byla průkopnicí filmového herectví, které se od divadelního lišilo uměřenějšími gesty a důrazem na mimiku, působivost jejího projevu umocňovala chlapecky štíhlá postava, bledá tvář a velké oči. Jejím častým hereckým partnerem byl Valdemar Psilander. Před první světovou válkou se Nielsenová s Gadem usadila v Německu, kde byla známá prostě jako Die Asta. O její herecké tvárnosti svědčí role Hamleta, kterou hrála ve filmovém zpracování Svenda Gadeho roku 1921. Po nástupu nacistů k moci se vrátila do Dánska, kde se živila jako výtvarnice a spisovatelka, vydala úspěšnou autobiografii Mlčící múza.

## Filmy
Uvedené v češtině:
- 1910 Od stupně k stupni
- 1911 Lásky tanečnice
- 1911 Plamenné sny
- 1912 Děvče bez vlasti
- 1913 Hříchy otců
- 1914 Andílek
- 1920 Rej
- 1921 Hamlet
- 1922 Slečna Julie
- 1923 Král Nazaretský
- 1925 Ulička, kde není radosti
- 1927 Tragédie nevěstky